# Język bomitaba
Język bomitaba, także: bamitaba, leke, mbomitaba, mbomotaba – język z rodziny bantu, używany w Kongo w departamencie Likouala.
W klasyfikacji Guthriego zaktualizowanej przez J.F. Maho język bomitaba zaliczany jest do języków ngondi grupy geograficznej języków bantu C a jego kod to C14. Maho klasyfikuje języki enyele (inyele) –  C141, bondongo – C142 i mbonzo (impfondo) – C143 jako najbliższe językowi bomitaba.
Dialekty języka bomitamba to: środkowy bomitaba (epena) i północny bomitaba (matoki).